# Pierre Nierhaus

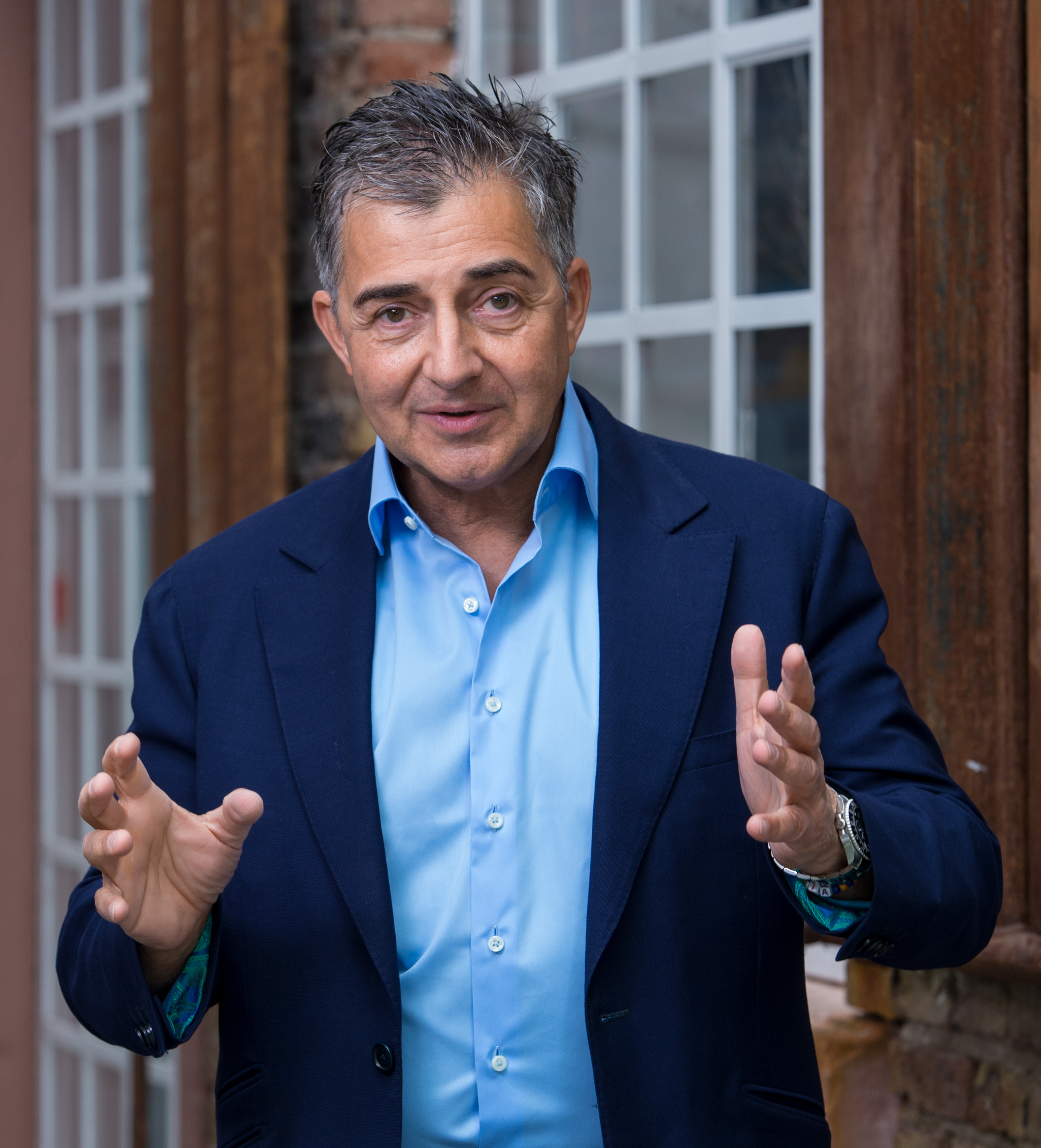
Pierre Nierhaus

Pierre Nierhaus (* 7. März 1957 in Düsseldorf) ist ein deutscher Autor, Hospitality- und Change-Spezialist, Gastronomie-Unternehmer und Redner.

## Wirken
2008 gab Nierhaus das Fachbuch „Reich in der Gastronomie“ heraus, das von der Gastronomischen Akademie Deutschlands mit einer Silbermedaille ausgezeichnet wurde. In der Folge erschienen mit „Frühstück – Chancen für Bäcker“ und „Traditionsreich mit Gasthof, Wirtshaus und Kneipe“ weitere Fachbücher in Autorenkooperationen.
Als Gastdozent hielt Nierhaus Vorlesungen an der Hessischen Verwaltungs- und Wirtschafts-Akademie Frankfurt, der International Real Estate Business School und an der Internationalen Fachhochschule Bad Honnef-Bonn, Studiengang Hospitality Real Estate.

## Publikationen
- Reich in der Gastronomie. Pierre Nierhaus/Jean Georges Ploner. Matthaes Verlag, Stuttgart 2008. Komplett überarbeitete und erweiterte 4. Auflage 2014. ISBN 978-3-87515-022-3
- Traditionsreich mit Gasthof, Wirtshaus und Kneipe. Pierre Nierhaus, Michael Süßmeier.  Matthaes Verlag, Stuttgart 2013. ISBN 978-3-87515-086-5
- Frühstück – Chancen für die Bäckerei. Kräling, Kütscher, Nierhaus, Veith. Matthaes Verlag, Stuttgart 2012. ISBN 978-3-87515-209-8
- Hotelgastronomie – Profitbringer der Zukunft. Pierre Nierhaus. Kompendium der Hotelimmobilie. Ralph-Walther Doerner, Matthias Niemeyer (Hrsg.) Immobilien Zeitung Edition, Wiesbaden. 1. Auflage Juni 2011, ISBN 978-3-940219-07-7
- ECHT FREUNDLICH – MACH DEIN PROJEKT ERFOLGREICH. Pierre Nierhaus. Matthaes Verlag, Stuttgart 2020, ISBN 978-3-87515-320-0.

## Auszeichnungen
- Silbermedaille Gastronomischen Akademie Deutschlands Fachbuch „Reich in der Gastronomie“
- Award für Excellence in Management Advisory Services des Internationalen Verbandes der Foodservice Berater FCSI (2009)